# 트레마

트레마

트레마(프랑스어: Tréma)는 발음 구별 기호의 하나로, 프랑스어, 스페인어 등의 표기에 사용된다.

## 같이 보기
- Ë
- Ï
- Ü